# Ringenberg

Lage von Ringenberg in Hamminkeln

Ringenberg ist ein Ortsteil der Stadt Hamminkeln im Kreis Wesel in Nordrhein-Westfalen. Der Ort wird durch die Autobahn A 3 geteilt und liegt an der Landesstraße 602.
Als bauliche Sehenswürdigkeiten besitzt Ringenberg neben dem Schloss Ringenberg die evangelische Kirche aus dem 17. Jahrhundert und die katholische Christus-König-Kirche von 1936, vom Kölner Architekten Dominikus Böhm erbaut, sowie die Kornbrennerei Bovenkerck, welche seit 1750 als Familienbetrieb geführt wird. 
Nachbarorte sind Brünen, Hamminkeln, Dingden und Loikum.

## Geschichte
Die Keimzelle Ringenbergs entstand, als Freigraf und Ritter Sueder II. von Dingden (* um 1190; † nach 1239), ein Lehnsmann des Bischofs von Münster, ohne dessen Genehmigung im Isselbruch um 1220 die Burg Ringenberg errichtete und sich fortan „de Ringelenberg“ nannte. 1257 kam die Burg zur Grafschaft Kleve, dem späteren Herzogtum Kleve, dem der Ort bis zum Beginn des 19. Jahrhunderts angehörte. Eine richtige Ortschaft entstand jedoch erst nach 1329 im Zuge einer Binnenkolonisation, vor allem unter Graf Dietrich VII., als die Herren auf Ringenberg vier Familien aus den Niederlanden als Kolonisten ansiedelten, die das Land um die Burg urbar machten. Das Datum 1329 gilt daher als Gründungsdatum der Siedlung. Der ab etwa 1350 entstandene Verwaltungsbereich um das Kolonistendorf, die „Freiheit Ringenberg“ bzw. das „Amt Ringenberg“, umfasste anfangs die Bauerschaften Ringenberg und Marienthal sowie das Schloss Ringenberg, im Laufe der Jahrhunderte kamen weitere Gebiete hinzu.
1805/1806 trat der Staat Preußen, der das Herzogtum Kleve durch die Beilegung des Jülich-Klevischen Erbfolgestreit 1614 erworben hatte, den rechtsrheinischen Teil des Herzogtums durch den Vertrag von Schönbrunn und den Vertrag von Paris an Napoleon ab. Das Herzogtum Kleve wurde 1806 mit dem Herzogtum Berg zum neuen Großherzogtum Berg vereinigt, zu dem Ringenberg nun gehörte. Dort wurde der Ort zunächst in das Arrondissement Wesel eingegliedert. Nach der Einführung des französischen Verwaltungssystems wurde Ringenberg Hauptort (chef-lieu) des gleichnamigen Kantons, der als Teil des Arrondissements Essen zum Departement des Rheins gehörte. Ende 1810 annektierte Napoleon den nördlichen Teil des Großherzogtums, der Kanton Ringenberg wurde 1811 als Teil des neu gegründeten Arrondissements Rees zunächst dem französischen Department Oberijssel und dann dem Departement Lippe zugeordnet. Somit war Ringenberg bis Ende 1813 Teil des Kaiserreichs Frankreich. 
Infolge der Niederlage Napoleons 1813 wurde Ringenberg wieder preußisch. Dies bestätigte der Wiener Kongress in seiner Schlussakte. Als 1816 der Landkreis Rees eingerichtet wurde, wurde Ringenberg der Sitz der gleichnamigen Bürgermeisterei (1927 umbenannt in Amt Ringenberg), zu der die Gemeinden Bislich, Diersfordt, Flüren, Hamminkeln und Ringenberg gehörten.
Am 1. Januar 1975 wurde die bis dahin selbständige Gemeinde Ringenberg im Zuge des zweiten Neugliederungsprogramms ein Teil der Gemeinde Hamminkeln, die 1995 zur Stadt erhoben wurde. Mit der Eingemeindung wechselte Ringenberg vom Kreis Rees zum Landkreis Wesel.

### Ortsname
Der Ursprung des Ortsnamens liegt vermutlich im Wappen der Herren von Ringenberg.

### Bevölkerungsentwicklung
- 1910: 0424[4]
- 1931: 0526[5]
- 1961: 0969[3]
- 1970: 1247[3]
- 1974: 1538[6]
- 1975: 1646
- 1985: 1767
- 1995: 1933
- 2005: 1928
- 2010: 1986[7]

## Sehenswürdigkeiten

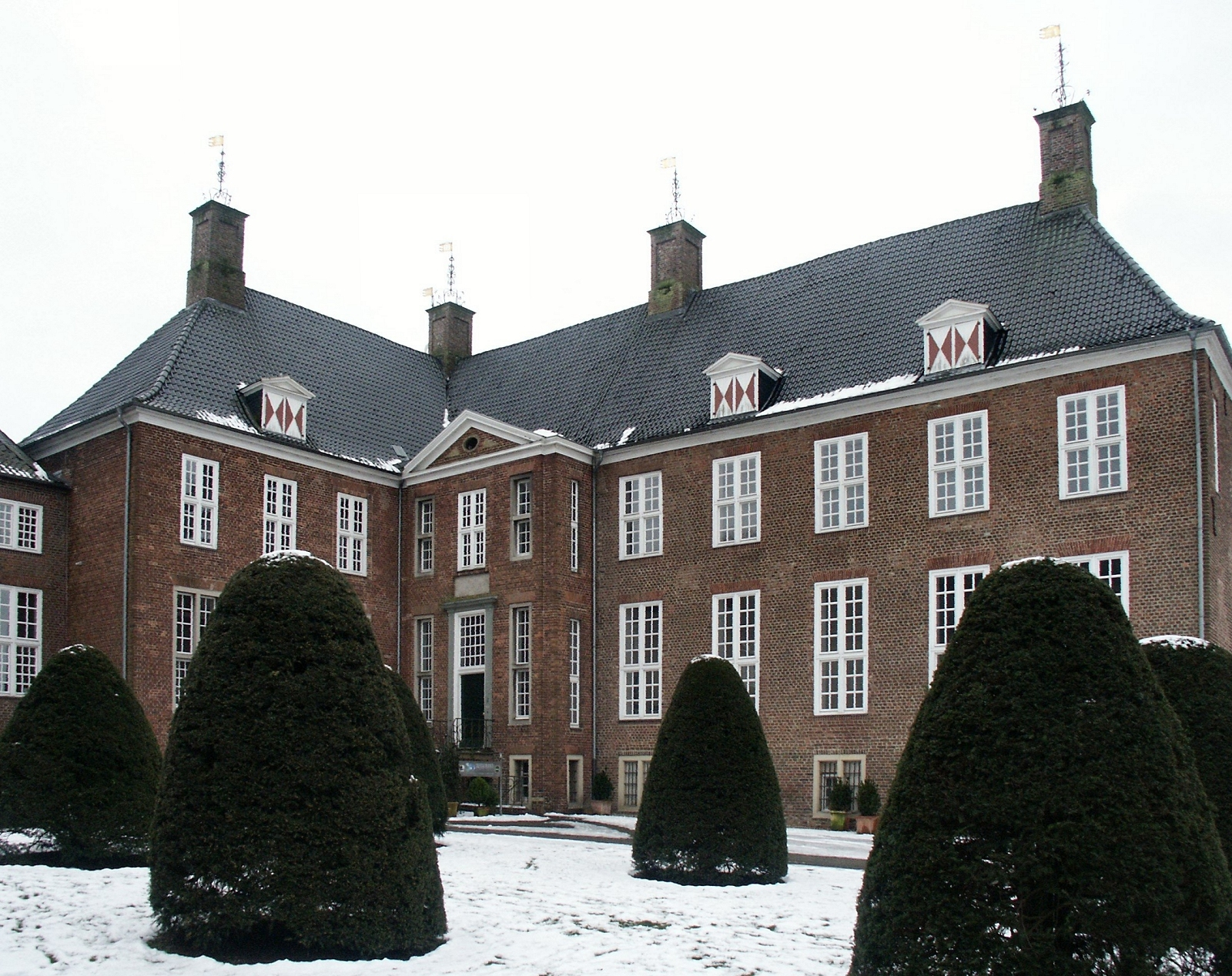
Wasserschloss Ringenberg aus dem 17. Jahrhundert
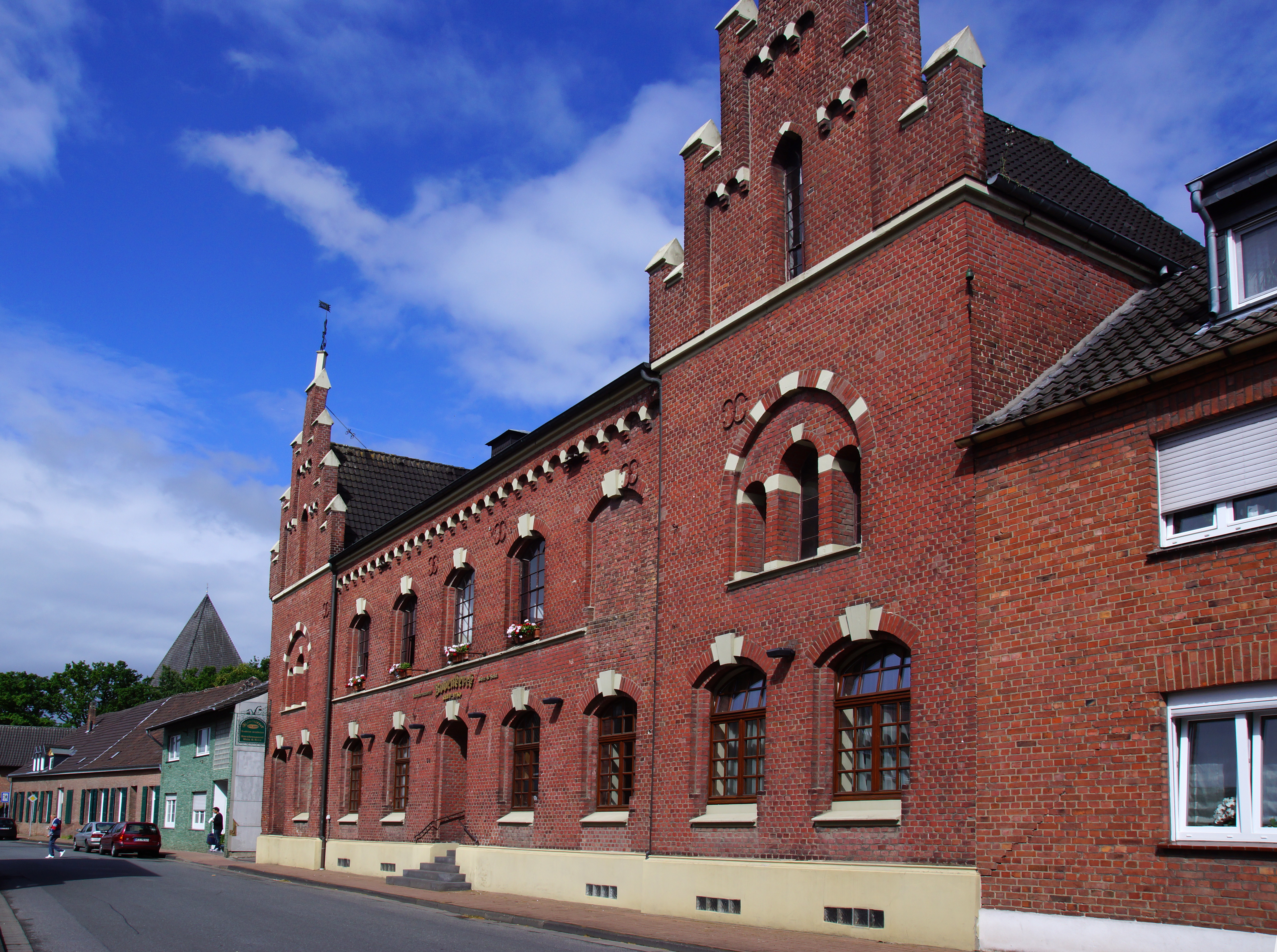
Brennereigebäude Bovenkerck von 1898 mit Brennereimuseum
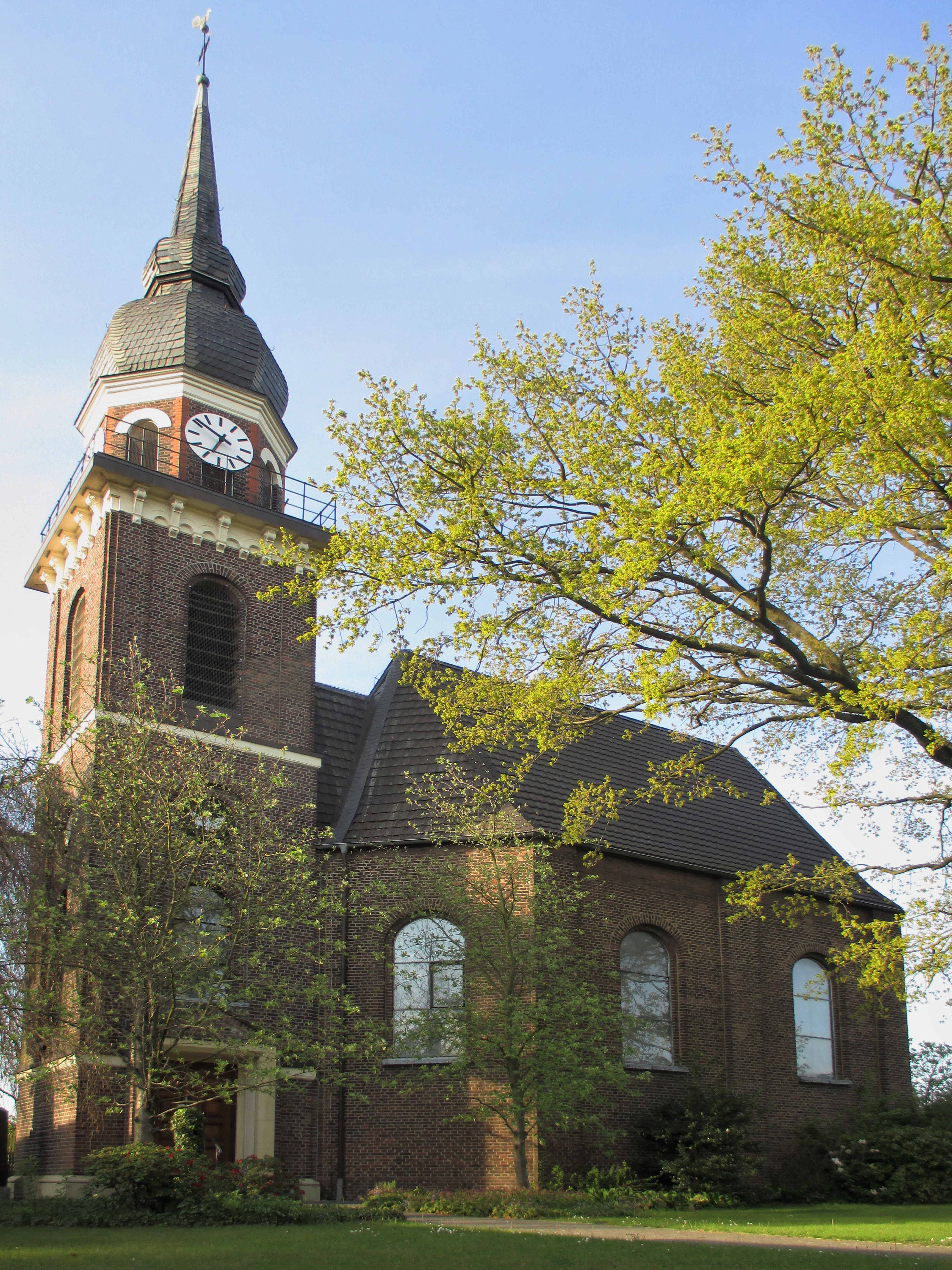
Evangelische Kirche aus dem 17. Jahrhundert
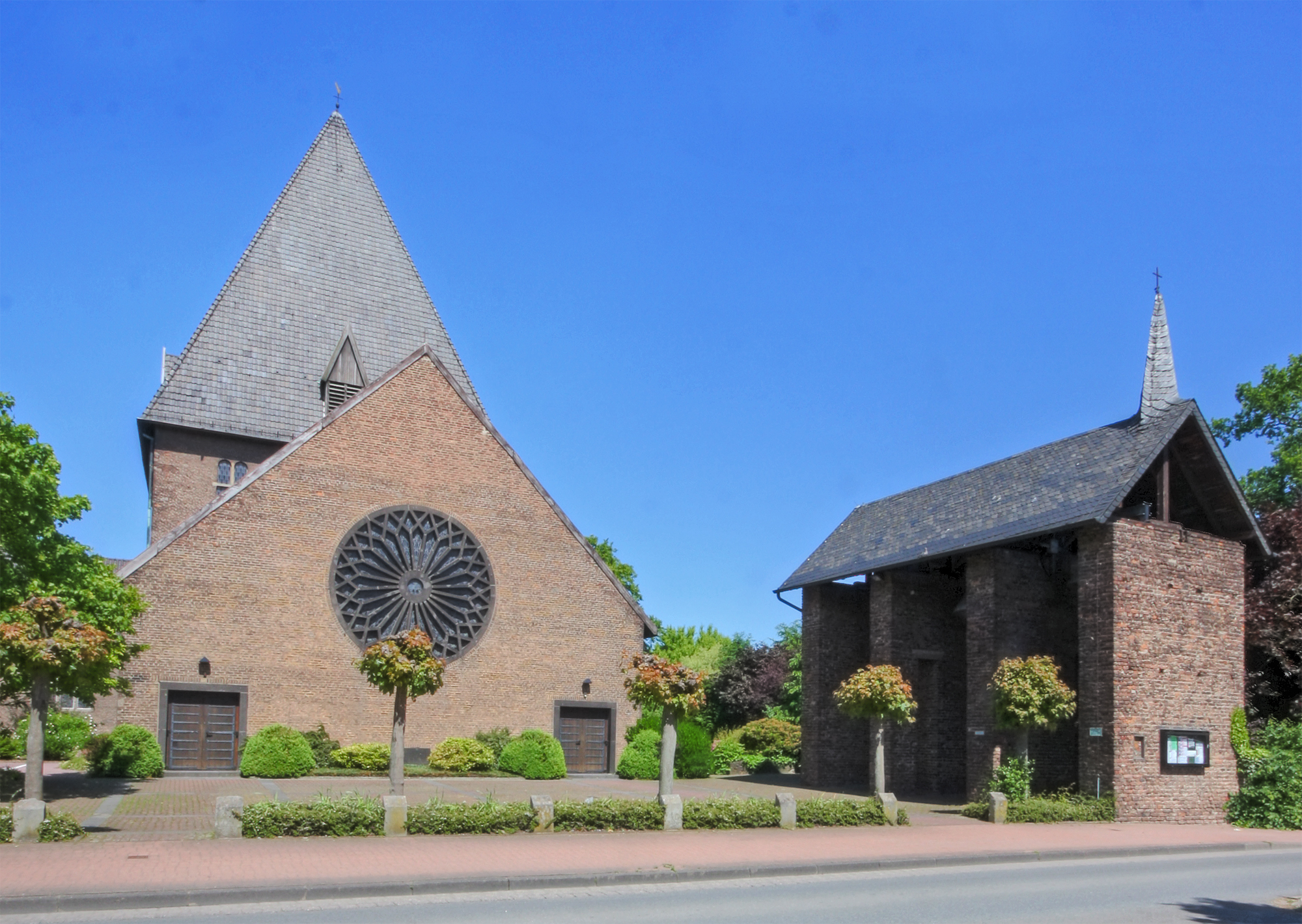
Katholische Christus-König-Kirche mit freistehender Glockenanlage Architekt: Dominikus Böhm, 1936

## Wappen
Blasonierung: „In Rot zehn goldene Ringe in der Anordnung 3-3-3-1“. Das Wappen basiert auf dem Wappen der Herren von Ringenberg.

## Bildung
In Ringenberg hat die 1969 gegründete Musikschule Hamminkeln (Mitglied im Verband deutscher Musikschulen) ihren Sitz. Die Gemeinschaftsgrundschule Ringenberg – im Jahr 1968 gegründet, bis 2007 selbständig und seitdem Teilstandort der Städtischen Gemeinschaftsgrundschule Hamminkeln – wurde wegen zuletzt nicht mehr ausreichender Anmeldezahlen mit Ablauf des Schuljahres 2013/14 aufgelöst.